# خنچه
خنچه (کاشان)، روستایی از توابع بخش مرکزی شهرستان کاشان در استان اصفهان ایران است.

## جمعیت
این روستا در دهستان کوهپایه قرار دارد و براساس سرشماری مرکز آمار ایران در سال ۱۳۸۵، جمعیت آن زیر سه خانوار بوده‌است.